# Cailla
Cailla är en kommun i departementet Aude i regionen Occitanien  i södra Frankrike. Kommunen ligger  i kantonen Axat som ligger i arrondissementet Limoux. År 2022 hade Cailla 52 invånare.

## Befolkningsutveckling
Antalet invånare i kommunen Cailla
Referens: INSEE